# Manchester Storm
Manchester Storm var ett ishockeylag i Manchester, England. Laget startades 1995, och spelade sina hemmamatcher  i Nynex Arena (senare ändrat namn till Manchester Evening News Arena). Storm vann British Hockey League Division One under sin första säsong. Framgångarna under säsongens slut ledde till spel i kvalserien, där laget flyttades upp till Premier Division of the British Hockey League. Storbritanniens seriesystem ändrades 1996, då Ice Hockey Superleague bildades, vilken Manchester Storm var med och bildade. Detta tillsammans med Ayr Scottish Eagles, Basingstoke Bison, Bracknell Bees, Cardiff Devils, Newcastle Riverkings, Nottingham Panthers och Sheffield Steelers. Föregående säsongs framgångar kunde inte upprepas, och  laget slutade på sjunde plats.
Amerikanen Kurt Kleinendorst köptes in till säsongen 1997/1998, och gjorde stora förändringar I laget. Av 19 spelare var 12 nya när säsongen startade och laget spelade i EL. Där pressade man  Dynamo Moskva till övertid (och föll med 2-3, besegrade HC Sparta Prag hemma (7-0) och borta (4-1). Manchester Storm noterade publiktrekord för ishockey i Storbritannien den 23 februari 1997, då 17 245 personer kom och tittade på matchen mot Sheffield Steelers. Vid denna tid var detta även Europarekord. Rekordet slogs då 17 551 personer kom till O2-arenan den 30 september 2007 för att se NHL-matchen mellan Los Angeles Kings och Anaheim Ducks.
Manchester Storm upplöstes 2002. Snart bildades dock en supporterklubb, som skapade nya laget Manchester Phoenix.

## Tränare
- John Lawless 1995–1997
- Kurt Kleinendorst 1997–2000
- Terry Christensen 2000–2001
- Daryl Lipsey 2001–2002
- Rob Wilson 2001-2002 (assistant)

## Titlar
- Superleague-vinnare 1998-1999
- Benson and Hedges Cup Vinnare (tidigare Autumn Cup) 1999-2000
- First Team All-Stars
  - 1997-98 Kris Miller, Craig Woodcroft
  - 1998-99 Frank Pietrangelo, Troy Neumeier
- Second Team All-Stars
  - 1998-99 Kris Miller, Jeff Tomlinson, Jeff Jablonski
  - 2000-01 Greg Bullock

## Två lag
Spelare som spelat för bade Manchester Phoenix och Manchester Storm;
- #9  Mark Bultje
- #15  Mike Morin
- #17  Dwight Parrish
- #18  Alan Hough
- #21  Jeff Sebastian
- #91  Nick Poole
- #93  Rick Brebant

### Fotnoter
1. ↑  ”1995-96 British Hockey League”. The Internet Hockey Database. Arkiverad från originalet den 3 februari 2012. https://web.archive.org/web/20120203100109/http://www.hockeydb.com/ihdb/stats/leagues/seasons/bhl19971996.html. Läst 14 december 2011.
2. ↑  ”John Lawless' British Ice Hockey Hall of Fame entry”. Ice Hockey Journalists UK. Arkiverad från originalet den 30 juni 2009. https://web.archive.org/web/20090630015404/http://ihjuk.co.uk/hall_of_fame/lawless.htm. Läst 27 november 2007.
3. ↑  Ducker, James (27 oktober 2002). ”End of an era?”. Manchester Evening News. Arkiverad från originalet den 19 september 2012. https://archive.is/20120919152015/http://www.manchestereveningnews.co.uk/sport/ice_hockey/s/22/22757_end_of_an_era.html. Läst 14 december 2011.
4. ↑  ”It's a fact!!!”. Ice Hockey Journalists UK. Arkiverad från originalet den 27 september 2007. https://web.archive.org/web/20070927022748/http://www.ihjuk.co.uk/its_a_fact.htm. Läst 14 december 2011.
5. ↑  Woloszyn, Paul (29 september 2007). ”Kings beat Ducks in London opener”. BBC Sports Online. http://news.bbc.co.uk/sport1/hi/other_sports/ice_hockey/7019110.stm. Läst 14 december 2011.